# Большая Хадя
Большая Ха́дя — река в Хабаровском крае России. Длина реки 100 км. Площадь водосборного бассейна — 1990 км².
Берёт начало между горами Плоская и Горелая на севере Советско-Гаванского района на высоте 1000 м в елово-пихтовой тайге. Течёт на юг, через 10 км после истока поворачивает на восток и сохраняет это направление до слияния с Чипали, после чего поворачивает на северо-восток и впадает в бухту Юго-Западную залива Советская Гавань в пригороде города Советская Гавань — на северо-западной окраине района Лесозавод-20. Река горная, с каменистым дном, извилистым руслом. Одна из крупнейших рек на территории Советско-Гаванского района.

## Хозяйственное использование реки
В 10 км выше по течению от устья реки расположено село Гатка.
Воды реки используются Совгаванской ТЭЦ, которая располагается в непосредственной близости от реки. На правом берегу, в двухстах метрах, построена водозаборная станция.
Река пользуется популярностью у жителей города для рыбалки и активного отдыха. На берегу, в советское время, располагался детский оздоровительный лагерь «Утёс». В двухстах метрах располагается база отдыха «Куршавель». В нижнем течении реки, в 5 км от устья, через реку построен железобетонный мост (длина — 130 метров) автодороги 08А-4 Советская Гавань — Ванино, а в самом устье реки, в полукилометре от берега бухты построен железнодорожный мост (400 метров).

## Притоки
Ручей Рогатый (левый), ручей Ветвистый (левый), река Дэкэ (правый), ручей Перевальный (правый), река Чумаку (правый), река Гыджу (правый), река Малая Хадя (левый), река Чипали (левый), ручьи Улонский (левый), Первый Ключ (левый), Второй Ключ (левый), Правый Казимировский (левый), Медвежий (правый), Безымянный (правый), река Тутто (левый), ручей Колхозный (левый), река ГПУ, и ещё два десятка безымянных ручьёв.